# Amando Guiance Pampín
Amando Guiance Pampín (Laxe, província de la Corunya, 1891 - Pontevedra, 1979) fou un polític socialista gallec. Treballà com a obrer ebenista i s'afilià al PSOE, partit amb el qual fou elegit diputat per la província de Pontevedra a les eleccions generals espanyoles de 1936. Quan esclatà la guerra civil espanyola fou capturat per les tropes franquistes, jutjat en consell de guerra i el 13 d'agost de 1936 fou condemnat a cadena perpètua, en el mateix procés en què el nacionalista Alexandre Bóveda fou condemnat a mort i posteriorment executat.